# Paraboea bintangensis
Paraboea bintangensis är en tvåhjärtbladig växtart som beskrevs av Brian Laurence Burtt. Paraboea bintangensis ingår i släktet Paraboea och familjen Gesneriaceae. Inga underarter finns listade i Catalogue of Life.